# Autoimmunitat
La autoimmunitat és el sistema de respostes immunitàries d'un organisme contra les seves pròpies cèl·lules i teixits sans. Qualsevol malaltia que resulti d'una resposta immunitària aberrant s'anomena «malaltia autoimmunitària». En són exemples destacats la celiaquia, la síndrome de l'intestí irritable post-infecciosa, la diabetis mellitus de tipus 1, la púrpura de Schönlein-Henloch (HSP), la sarcoïdosi, el lupus eritematós sistèmic (SLE), la síndrome de Sjögren, la granulomatosi eosinofílica amb poliangiïtis, la tiroïditis de Hashimoto, la malaltia de Graves-Basedow, la púrpura trombocitopènica idiopàtica, la malaltia d'Addison, l'artritis reumatoide (AR), l'espondiloartritis anquilosant, la polimiositis (PM), la dermatomiositis (DM) o l'esclerosi múltiple (EM). Les malalties autoimmunitàries es tracten molt sovint amb glucocorticoides.

## Història
A finals del segle xix es creia que el sistema immunitari no podia reaccionar contra els propis teixits de el cos. Paul Ehrlich, a principis del segle xx, va proposar l'expressió horror autotoxicus per referir-se a la «por» del cos a fer-se mal a si mateix. Més tard, el mateix Ehrlich va ajustar la seva teoria per reconèixer la possibilitat d'atacs de teixit autoimmunitari, però creia que certs mecanismes de protecció innats evitarien que la resposta autoimmunitària es tornés patològica.
El 1904 aquesta teoria va ser desafiada pel descobriment d'una substància en el sèrum de pacients amb hemoglobinúria paroxística freda que reaccionava amb els glòbuls vermells. Durant les següents dècades, una sèrie de condicions podrien estar relacionades amb les respostes autoimmunitàries. No obstant això, l'estatus d'autoritat del postulat d'Ehrlich va obstaculitzar la comprensió d'aquestes troballes. La immunologia es va convertir en una disciplina bioquímica més que clínica. En la dècada de 1950, la comprensió moderna dels autoanticossos i les malalties autoimmunitàries es va començar a estendre.
Més recentment s'ha acceptat que les respostes autoimmunitàries són una part integral del sistema immunitari dels vertebrats (de vegades denominat «autoimmunitat natural»). L'autoimmunitat no s'ha de confondre amb l'al·loimmunitat.

## Autoimmunitat de baix nivell
Si bé un alt nivell d'autoimmunitat no és saludable, un baix nivell d'autoimmunitat pot ser beneficiós. Portant més enllà l'experiència d'un factor beneficiós en l'autoimmunitat, es podria plantejar la hipòtesi amb la intenció de demostrar que l'autoimmunitat és sempre un mecanisme d'autodefensa del sistema dels mamífers per sobreviure. El sistema no perd aleatòriament la capacitat de distingir entre el que és propi i el que no propi, l'atac a les cèl·lules pot ser la conseqüència dels processos metabòlics cíclics necessaris per mantenir la química sanguínia en homeòstasi.
En segon lloc, l'autoimmunitat pot tenir un paper en permetre una resposta immunitària ràpida en les primeres etapes d'una infecció quan la disponibilitat d'antígens estranys limita la resposta (és a dir, quan hi ha pocs patògens presents). En un estudi publicat el 2002, es van injectar inhibidors de anticossos MHC de classe II en ratolins que expressaven un sol tipus de molècula de MHC de classe II (H-2 b) per prevenir temporalment la interacció T CD4 + - cèl·lules MHC. Els limfòcits T naïf (els que no han trobat cap antigen abans) recuperats d'aquests ratolins 36 hores després de l'administració d'anti-MHC van mostrar una menor capacitat de resposta a l'antigen de pèptid de citocrom c de colom, segons el que determina la fosforilació, proliferació i producció d'interleucina 2 de ZAP70, demostrant que l'auto-reconeixement del MHC (que, si és massa forta, pot contribuir a la malaltia autoimmunitària) manté la capacitat de resposta dels limfòcits T quan no hi ha antígens estranys.

## Tolerància immunitària
El treball pioner de Noel Rose i Ernst Witebsky a Nova York, i Roitt i Doniach al University College de Londres va provar que, si més no, pel que fa a cèl·lules B productores d'anticossos (els limfòcits B), malalties com l'artritis reumatoide i la tirotoxicosi estan associades amb pèrdua de tolerància immunitària, que és la capacitat d'un individu d'ignorar el seu «jo», mentre reacciona contra el «no-jo». Aquesta ruptura porta al fet que el sistema immunitari desenvolupi una resposta immunitària eficaç i específica contra els autoantígens. La gènesi exacta de la tolerància immunitària encara és difícil d'assolir, però s'han proposat diverses teories des de mitjans del segle xx per explicar el seu origen.
Tres hipòtesis han guanyat una àmplia atenció entre els immunòlegs:
- Teoria de la deleció clonal, proposada per Frank Macfarlane Burnet, segons la qual els limfòcits autoreactius es destrueixen durant el desenvolupament del sistema immunitari d'un individu. Pel seu treball, Burnet i Peter B. Medawar van ser guardonats amb el Premi Nobel de Fisiologia o Medicina de 1960 «pel descobriment de la tolerància immunitària adquirida».[cal citació]
- Teoria de l'anergia clonal, proposada per G.J. Nossal, en la qual els limfòcits T o B autoreactius s'inactiven en l'individu normal i no poden amplificar la resposta immunitària.[6]
- Teoria de la xarxa d'idiotips, proposada per Niels Kaj Jerne, segons la qual, en el cos existeix de manera natural una xarxa d'anticossos capaços de neutralitzar els anticossos autoreactius.[7]

A més, dues teories s'han estat investigant:
- Teoria de la ignorància clonal, segons la qual els limfòcits T autoreactius que no estan representats en el tim maduraran i migraran a la perifèria, on no trobaran l'antigen apropiat per tractar-se de teixits inaccessibles. En conseqüència, els limfòcits B autoreactius, que escapen a la deleció, no poden trobar l'antigen o el limfòcit T col·laborador específic.[8]
- Població supressora o teoria dels limfòcits T reguladors, segons la qual, els limfòcits T reguladors (generalment cèl·lules CD4 + FoxP3 +, entre d'altres) funcionen per prevenir, regular a la baixa o limitar les respostes immunitàries autoagressives en el sistema immunitari.[cal citació]

La tolerància també es pot diferenciar en tolerància «central» i «perifèrica», segons que els mecanismes de control abans esmentats operin o no en els òrgans limfoides centrals (el tim i el moll d'os) o en els òrgans limfoides perifèrics (gangli limfàtic, melsa, etc., on els limfòcits B autoreactius poden ser destruïts). Aquestes teories no són mútuament excloents, i les proves acumulades suggereixen que tots aquests mecanismes poden contribuir activament a la tolerància immunitària dels vertebrats.
Una característica desconcertant de la pèrdua documentada de tolerància observada en l'autoimmunitat humana espontània és que està gairebé totalment restringida a les respostes d'autoanticossos produïdes pels limfòcits B. La pèrdua de tolerància per part dels limfòcits T ha estat extremadament difícil de demostrar, i quan hi ha evidència d'una resposta anormal dels limfòcits T, generalment no és una resposta a l'antigen reconegut pels autoanticossos. Per tant, en l'artritis reumatoide hi ha autoanticossos contra IgG Fc però aparentment no hi ha una resposta de limfòcits T corresponent. En el lupus sistèmic hi autoanticossos contra l'ADN, que no poden provocar una resposta dels limfòcits T, i l'evidència limitada de les respostes dels limfòcits T implica els antígens de nucleoproteïnes. A la celiaquia hi autoanticossos contra la transglutaminasa tissular, però la resposta dels limfòcits T és a la proteïna estranya gliadina. Aquesta disparitat ha portat a la idea que la malaltia autoimmunitària humana en la majoria dels casos (amb probables excepcions, com ara la diabetis tipus I) es basa en una pèrdua de tolerància dels limfòcits B que fa ús de les respostes normals dels limfòcits T als antígens estranys en diverses formes aberrants.

## Immunodeficiència i autoimmunitat
Hi ha moltes síndromes d'immunodeficiència que presenten característiques clíniques i de laboratori d'autoimmunitat. La capacitat disminuïda del sistema immunitari per eliminar infeccions en aquests pacients pot causar autoimmunitat a través de l'activació perpètua del sistema immunitari.
Un exemple és la immunodeficiència comuna variable (IDCV), en la qual s'observen diverses malalties autoimmunitàries, per exemple, la malaltia inflamatòria intestinal, la trombocitopènia autoimmunitària i la malaltia tiroidal autoimmunitària.
La linfohistiocitosi hemofagocítica familiar, una immunodeficiència primària autosòmica recessiva, n'és un altre exemple. En les persones que la pateixen s'observen amb freqüència pancitopènia, erupcions cutànies, inflamació dels ganglis limfàtics i engrandiment de fetge i la melsa. Es creu que la causa és la presència de múltiples infeccions virals no eliminades a causa de la falta de perforina.
A més d'infeccions cròniques o recurrents, en l'agammaglobulinemia lligada al cromosoma X (XLA) també s'observen moltes malalties autoimmunitàries, com ara artritis, anèmia hemolítica autoimmunitària, esclerodèrmia i diabetis mellitus de tipus 1. En la malaltia granulomatosa crònica (MGC) s'observen també infeccions bacterianes i fúngiques recurrents i la inflamació crònica de l'intestí i dels pulmons. La MGC és causada per la disminució de la producció de fosfat dinucleòtid de nicotinamida i adenina reduït (NADPH) oxidasa pels neutròfils. S'observen mutacions hipomórficas dels gens RAG en pacients amb malaltia granulomatosa de la línia mitjana; un trastorn autoimmunitari que s'observa generalment en pacients amb granulomatosi amb poliangiïtis i amb limfomes de limfòcits T i cèl·lules NK.
Les persones afectades de la síndrome de Wiskott-Aldrich també presenten èczema, manifestacions autoimmunitàries, infeccions bacterianes recurrents i limfoma.
En la poliendocrinopatia autoimmunitària de tipus 1 també coexisteixen autoimmunitat i infeccions: manifestacions autoimmunitàres específiques d'òrgans (per exemple, hipoparatiroïdisme i insuficiència adrenocortical) i candidiasi mucocutània crònica.
Finalment, la deficiència selectiva d'IgA també s'associa de vegades amb el desenvolupament de fenòmens autoimmunitaris i atòpics.

## Factors genètics
Certs individus són susceptibles genèticament a desenvolupar malalties autoimmunitàries. Aquesta susceptibilitat està associada amb múltiples gens, a més d'altres factors de risc. Els individus amb predisposició genètica no sempre desenvolupen malalties autoimmunitàries.
Se sospita que tres conjunts principals de gens intervenen en moltes malalties autoimmunitàries. Són gens que estan relacionats amb les immunoglobulines, amb receptors dels limfòcits T i amb els complexos d'histocompatibilitat principal (MHC). Els dos primers, que participen en el reconeixement d'antígens, són inherentment variables i susceptibles de recombinació. Aquestes variacions permeten que el sistema immunitari respongui a una varietat molt àmplia d'invasors, però també poden donar lloc a limfòcits capaços d'auto-reactivitat.
L'antigen HLA DR2 mostra una forta correlació positiva amb el lupus eritematós sistèmic, la narcolèpsia i l'esclerosi múltiple, i es correlaciona negativament amb la DM tipus 1. L'antigen HLA DR3 està fortament correlacionat amb la síndrome de Sjögren, la miastènia greu, el lupus eritematós sistèmic i la DM tipus 1. i l'antigen HLA DR4 es correlaciona amb la gènesi de la artritis reumatoide, la diabetis mellitus de tipus 1 i el pèmfig vulgar.
Existeixen menys correlacions amb les molècules del MHC de classe I. La més destacada i consistent és l'associació entre l'antigen HLA B27 i espondiloartropaties com la espondilitis anquilosant i l'artritis reactiva. Hi pot haver correlacions entre els polimorfismes dins dels promotors del MHC de classe II i la malaltia autoimmunitària.
Les contribucions de gens fora del MHC segueixen sent objecte d'investigació, en models animals de malaltia (extensos estudis genètics de diabetis en el ratolí NOD de Linda Wicker) i en pacients (anàlisi de lligament de susceptibilitat al tipus ELS de Brian Kotzin).
El gen PTPN22 s'ha associat amb múltiples malalties autoimmunitàries, entre les quals la diabetis tipus I, l'artritis reumatoide, el lupus eritematós sistèmic, la tiroïditis de Hashimoto, la malaltia de Graves-Basedow, la malaltia d'Addison, la miastènia greu, el vitiligen, l'esclerodèrmia sistèmica, artritis idiopàtica juvenil i artritis psoriàsica.

## Sexe
| Relació de incidència dona / home de malalties autoimmunitàries | Relació de incidència dona / home de malalties autoimmunitàries |
| --------------------------------------------------------------- | --------------------------------------------------------------- |
| Tiroïditis de Hashimoto                                         | 10: 1                                                           |
| Malaltia de Graves                                              | 7: 1                                                            |
| Esclerosi múltiple (EM)                                         | 2: 1                                                            |
| miastènia greu                                                  | 2: 1                                                            |
| Lupus eritematós sistèmic (LES)                                 | 9: 1                                                            |
| artritis reumatoide                                             | 5: 2                                                            |
| Colangitis esclerosant primària                                 | 1: 2                                                            |

Hi ha proves que el sexe d'una persona també pot tenir algun paper en el desenvolupament de l'autoimmunitat; és a dir, la majoria de les malalties autoimmunitàries estan relacionades amb el sexe. Hi ha algunes malalties autoimmunitàries que els homes tenen igual o més probabilitats de desenvolupar que les dones, com ara l'espondiloartritis anquilosant, diabetis mellitus de tipus 1, la granulomatosi amb poliangiïtis, la malaltia de Crohn, colangitis esclerosant primària i psoriasi.
Les raons del paper del sexe en l'autoimmunitat varien. Les dones semblen generar respostes inflamatòries més grans que els homes quan s'activa el seu sistema immunitari, i això augmenta el risc d'autoimmunitat. La participació dels esteroides sexuals està indicada pel fet que moltes malalties autoimmunitàries tendeixen a fluctuar d'acord amb els canvis hormonals, per exemple, durant l'embaràs, en el cicle menstrual o quan es fan servir anticonceptius orals. Un historial d'embaràs també sembla deixar un augment persistent del risc de malaltia autoimmunitària. S'ha suggerit que el lleuger intercanvi directe de cèl·lules entre la mare i el fill durant l'embaràs pot induir autoimmunitat.
Una altra teoria suggereix que l'alta tendència a l'autoimmunitat en les dones es deu a una inactivació del cromosoma X desequilibrada. La teoria del biaix d'inactivació de X, proposada per Jeff Stewart, de la Universitat de Princeton, es va confirmar de forma experimental en l'esclerodèrmia i la tiroïditis autoimmunitària. També s'han proposat altres mecanismes complexos de susceptibilitat genètica lligats al cromosoma X.

## Factors ambientals

### Malalties infeccioses i paràsits
Hi ha una relació inversa entre malalties infeccioses i malalties autoimmunitàries. En regions geogràfiques on múltiples malalties infeccioses són endèmiques, les malalties autoimmunitàries són molt rares. El contrari, fins a cert punt, sembla ser cert. La hipòtesi de la higiene atribueix aquestes correlacions a les estratègies de manipulació immunitària dels patògens. Si bé tal observació ha estat qualificada de diverses formes com falsa i ineficaç, segons alguns estudis, la infecció per paràsits està associada amb una activitat reduïda de la malaltia autoimmunitària.
El mecanisme que se suposa és que el paràsit atenua la resposta immunitària de l'hoste per protegir-se a si mateix. Això pot proporcionar un benefici fortuït a un hoste que també pateixi una malaltia autoimmunitària. Els detalls de la modulació immunitària del paràsit encara no es coneixen, però hi podrien intervenir la secreció d'agents antiinflamatoris o la interferència amb la senyalització immunitària de l'hoste.
Una observació paradoxal ha estat la forta associació de certs organismes microbians amb malalties autoimmunitàries. Per exemple, Klebsiella pneumoniae i el virus coxsackie B s'han correlacionat fortament amb l'espondilitis anquilosant i la diabetis mellitus de tipus 1, respectivament. Això s'ha explicat per la tendència de l'organisme infectant a produir superantígens que són capaços d'activar policlonalmente els limfòcits B i produir grans quantitats d'anticossos de diferents especificitats, alguns dels quals poden ser autorreactius.

### Agents químics i fàrmacs
Certs agents químics i fàrmacs també poden estar associats amb la gènesi d'afeccions autoimmunitàries o afeccions que simulen malalties autoimmunitàries. Una d'elles és lupus eritematós induït per fàrmacs. En general, la suspensió del fàrmac causant cura els símptomes en un pacient. El tabaquisme està ara establert com un factor de risc important, tant per la incidència com per la gravetat, en l'artritis reumatoide. Això pot estar relacionat amb la citrulinació anormal de proteïnes, ja que els efectes del tabaquisme es correlacionen amb la presència de anticossos contra pèptids citrulinats.

## Patogènia de l'autoimmunitat
Es creu que diversos mecanismes intervenen en la patogènia de les malalties autoimmunitàries, en un context de predisposició genètica i modulació ambiental. Alguns dels principals mecanismes són:
- Derivació (bypass) de limfòcits T. Un sistema immunitari normal requereix l'activació dels limfòcits B pels limfòcits T abans que els primers puguin diferenciar-se en limfòcits B plasmàtics i posteriorment produir anticossos en grans quantitats. Aquest requisit d'un limfòcit T es pot evitar en casos rars, com la infecció per organismes que produeixen superantígens, que són capaços d'iniciar l'activació policlonal dels limfòcits B, o fins i tot dels limfòcits T, en unir-se directament a la subunitat β. dels receptors de limfòcits T d'una manera no específica.
- Discordança entre limfòcits T i limfòcits B. Se suposa que una resposta immunitària normal implica respostes de limfòcits B i T en el mateix antigen, fins i tot si sabem que els limfòcits B i els T reconeixen coses molt diferents: conformacions en la superfície d'una molècula per limfòcits B i fragments peptídics preprocesats de proteïnes per limfòcits T. No obstant això, fins on se sap, no hi ha res que ho requereixi. Tot el que cal és que un limfòcits B que reconeix l'antigen X endocitosi i processi una proteïna Y (normalment = X) i la presenti a un limfòcit T. Es va demostrar que els limfòcits B que reconeixen IgGFc podrien obtenir ajuda de qualsevol limfòcit T que respongui a un antigen co-endocitosat amb IgG pel limfòcit B com a part d'un complex immunitari. En la celiaquia, sembla probable que els limfòcits B que reconeixen la transglutamina tissular siguin ajudades pels limfòcits T que reconeixen la gliadina.
- Retroalimentació mediada per receptors de limfòcits B aberrants. Una característica de la malaltia autoimmunitària humana és que està restringida en gran manera a un petit grup d'antígens, diversos dels quals tenen funcions de senyalització conegudes en la resposta immunitària (ADN, C1q, IgGFc, Ro, receptor Con A, receptor d'aglutinina de Peanut [PNAR]). Aquest fet va suggerir que pot produir-se una autoimmunitat espontània quan la unió de l'anticòs a certs antígens condueix a senyals aberrants que es realimenten en els limfòcits B parentals a través de lligands units a la membrana. Alguns d'aquests lligands són el receptor de limfòcits B (per a l'antigen), els receptors d'IgG Fc, CD21, que s'uneix al complement C3d, els receptors tipus Toll 9 i 7 (que poden unir-se a l'ADN i nucleoproteïnes) i PNAR. També pot contemplar-se una activació aberrant més indirecta dels limfòcits B amb autoanticossos contra el receptor d'acetilcolina (en les cèl·lules mioides del tim) i hormones i proteïnes d'unió a hormones. Juntament amb el concepte de discordança entre limfòcits T i limfòcits B, aquesta idea forma la base de la hipòtesi dels limfòcits B autoreactius que es perpetuen a si mateixes.[20] Es considera que els limfòcits B autoreactius en autoimmunitat espontània sobreviuen a causa de la subversió tant de la via d'ajuda dels limfòcits T com del senyal de retroalimentació a través del receptor de limfòcits B, superant així els senyals negatius responsables de l'auto-tolerància dels limfòcits B sense necessàriament requerir la pèrdua de tolerància del propi limfòcit T.
- Mimetisme molecular. Un antigen exogen pot compartir semblances estructurals amb certs antígens de l'hoste; per tant, qualsevol anticòs produït contra aquest antigen (que imita els autoantígens) també pot, en teoria, unir-se als antígens de l'hoste i amplificar la resposta immunitària. La idea del mimetisme molecular va sorgir en el context de la febre reumàtica, que segueix a la infecció per estreptococs beta-hemolítics del grup A. Tot i que la febre reumàtica s'ha atribuït al mimetisme molecular durant mig segle, no s'ha identificat formalment cap antigen (si és que s'han proposat massa). A més, la complexa distribució tissular de la malaltia (cor, articulacions, pell, ganglis basals) s'oposa a un antigen cardíac específic. Segueix sent totalment possible que la malaltia es degui, per exemple, a una interacció inusual entre els complexos immunitaris, els components del complement i l'endoteli.
- Reacció creuada d'idiòtops. Els idiòtops són epítops antigènics que es troben a la porció d'unió a l'antigen (Fab) de la molècula d'immunoglobulina. Es van presentar proves que l'autoimmunitat pot sorgir com a resultat d'una reacció creuada entre el idiòtop d'un anticòs antiviral i un receptor de la cèl·lula hoste per al virus en qüestió. En aquest cas, el receptor de la cèl·lula hoste és concebut com una imatge interna de virus, i els anticossos anti-idiòtop poden reaccionar amb les cèl·lules hoste.
- Desregulació de citocines. Les citocines s'han dividit recentment en dos grups segons la població de cèl·lules les funcions promouen: Limfòcits T auxiliars tipus 1 o tipus 2. La segona categoria de citocines, que comprèn, entre d'altres, IL-4, IL-10 i TGF-β, sembla tenir un paper en la prevenció de l'exageració de les respostes immunitàries pro-inflamatòries.
- Apoptosi de cèl·lules dendrítiques. Les cèl·lules de sistema immunitari trucades cèl·lules dendrítiques presenten antígens als limfòcits actius. Les cèl·lules dendrítiques que presenten defectes en l'apoptosi poden provocar una activació de limfòcits sistèmica inadequada i la consegüent disminució de l'auto-tolerància.[21]
- Difusió d'epítops' o deriva d'epítops. Quan la reacció immunitària canvia de dirigir-se a l'epítop primari a dirigir-se també a altres epítops. En contrast amb el mimetisme molecular, els altres epítops no necessiten ser estructuralment similars a el primari.
- Modificació de l'epítop o exposició de l'epítop críptic. Aquest mecanisme de malaltia autoimmunitària és únic en el sentit que no és el resultat d'un defecte en el sistema hematopoètic. En canvi, la malaltia és el resultat de l'exposició d'enllaços críptics N-glucans (polisacàrid) comuns a eucariotes inferiors i procariotes en les glucoproteïnes de cèl·lules i òrgans no hematopoètics de mamífers.[22] Aquesta exposició de glucans filogenèticament primitius activa una o més cèl·lules immunitàries innates de mamífers receptors per induir un estat inflamatori estèril crònic. En presència de dany cel·lular crònic i inflamatori, s'activa el sistema immunitari adaptatiu i es perd l'auto-tolerància amb una major producció d'autoanticossos. En aquesta forma de la malaltia, l'absència de limfòcits pot accelerar el dany dels òrgans i l'administració d'IgG intravenosa pot ser terapèutica. Encara que aquesta ruta a la malaltia autoimmunitària pot ser la base de diversos estats de malaltia degenerativa, en l'actualitat no hi ha diagnòstics per aquest mecanisme de malaltia i, per tant, es desconeix el seu paper en l'autoimmunitat humana.

S'estan investigant les funcions dels tipus de cèl·lules immunoreguladores especialitzades, com els limfòcits T reguladors, les cèl·lules NKT i els limfòcits T γδ en la patogènia de les malalties autoimmunitàries.

## Classificació
Les malalties autoimmunitàries es poden dividir àmpliament en trastorns autoimmunitaris sistèmics i específics d'òrgans o localitzats, segons les principals característiques clínico-patològiques de cada malaltia.
- Malalties autoimmunitàries sistèmiques inclouen: la celiaquia, el lupus eritematós, la síndrome de Sjögren, la sarcoïdosi, l'esclerodèrmia, l'artritis reumatoide, la vasculitis crioglobulinèmica i la dermatomiositis. Aquestes condicions tendeixen a associar-se amb autoanticossos contra antígens que no són específics de teixit. Per tant, encara que la polimiositis tingui una presentació més o menys específica de teixit, es pot incloure en aquest grup perquè els autoantígens són sovint ARN-t sintetases ubiqües.
- Síndromes locals que afecten un òrgan o teixit específic:
  - Endocrinològic: diabetis mellitus de tipus 1, tiroïditis de Hashimoto, malaltia d'Addison
  - Gastrointestinal: malaltia de Crohn, anèmia perniciosa
  - Dermatològic: pèmfig vulgar, vitiligen
  - Hematològic: anèmia hemolítica autoimmunitària, púrpura trombocitopènica idiopàtica
  - Neurològics: esclerosi múltiple, miastènia greu, encefalitis autoimmunitària, atàxia per gluten

Utilitzant l'esquema de classificació tradicional d'«òrgan específic» i «òrgan no-específic», moltes malalties s'han agrupat sota el paraigua de malalties autoimmunitàries. No obstant això, molts trastorns humans inflamatoris crònics no tenen les associacions reveladores de la immunopatologia impulsada pels limfòcits B i T. S'ha establert fermament que la «inflamació contra un mateix» del teixit no depèn necessàriament de respostes anormals dels limfòcits T i B.
Això ha portat a la proposta que l'espectre de l'autoimmunitat ha de considerar-se al llarg d'un «continu de malalties immunològiques», amb les malalties autoimmunitàries clàssiques en un extrem i les malalties impulsades pel sistema immunitari innat en l'altre extrem. Dins d'aquest esquema, es pot incloure l'espectre complet d'autoimmunitat. Es pot veure que moltes malalties autoimmunitàries humanes comunes tenen una immunopatologia intervinguda per immunitat innata substancial usant aquest nou esquema. Aquest esquema de classificació té implicacions per a comprendre els mecanismes de la malaltia i per al desenvolupament de la teràpia.

## Diagnòstic
El diagnòstic de trastorns autoimmunitaris es basa en gran manera en la història i l'examen físic precisos del pacient i en un alt índex de sospita. en un context de certes anomalies en les proves de laboratori de rutina (per exemple, proteïna C reactiva elevada). En diversos trastorns sistèmics, poden emprar assaigs serològics que poden detectar autoanticossos específics. Els trastorns localitzats es diagnostiquen millor mitjançant immunofluorescència de mostres de biòpsia. Els autoanticossos s'utilitzen per diagnosticar moltes malalties autoimmunitàries. Els nivells d'autoanticossos es mesuren per determinar el progrés de la malaltia.

## Tractaments
Els tractaments per a les malalties autoimmunitàries han estat tradicionalment immunosupressors, antiinflamatoris o pal·liatius. El maneig de la inflamació és fonamental en les malalties autoimmunitàries. Les teràpies no immunològiques, com el reemplaçament hormonal en la tiroïditis de Hashimoto o la diabetis mellitus de tipus 1, tracten els resultats de la resposta autoagresiva, de manera que són tractaments pal·liatius. La manipulació dietètica limita la gravetat de la celiaquia. El tractament amb esteroides o amb antiinflamatoris no esteroidals limita els símptomes inflamatoris de moltes malalties. La IVIG s'utilitza per CIDP i GBS. S'ha demostrat que les teràpies immunomoduladores específiques, com els antagonistes el TNFα (per exemple, etanercept), l'agent reductor de limfòcits B rituximab, el receptor anti-IL-6 tocilizumab i el bloquejador de coestimulación abatacept, són útils en el tractament de l'artritis reumatoide. Algunes d'aquestes inmunoteràpies poden estar associades amb un major risc d'efectes adversos, com la susceptibilitat a les infeccions.
La teràpia amb helmints és un enfocament experimental que implica la inoculació del pacient amb nematodes intestinals paràsits específics (helmints). Actualment existeixen dos tractaments estretament relacionats disponibles, la inoculació amb els nematodes Necator americanus o ous de Trichuris suis. La vacunació amb limfòcits T també s'està explorant com una possible teràpia futura per als trastorns autoimmunitaris.

### Nutrició i autoimmunitat

#### Vitamina D / Llum solar
Atès que la majoria de cèl·lules i teixits humans tenen receptors per a la vitamina D, entre els quals els limfòcits T i B, els nivells adequats de vitamina D poden ajudar en la regulació del sistema immunitari. La vitamina D té un paper en la funció immunitària en actuar sobre limfòcits T i cèl·lules NK. La investigació ha demostrat una associació entre la vitamina D sèrica baixa i malalties autoimmunitàries, com ara l'esclerosi múltiple, la diabetis tipus 1 i el lupus eritematós sistèmic (generalment conegut simplement com lupus). No obstant això, com que en el lupus hi ha fotosensibilitat, s'aconsella als pacients que evitin la llum solar, i això pot causar la deficiència de vitamina D observada en aquesta malaltia. En persones amb malalties autoimmunitàries es troben polimorfismes en el gen que codifica el receptor de la vitamina D, el que proporciona un possible mecanisme per al paper de la vitamina D en l'autoimmunitat. Existeix evidència mixta sobre l'efecte de la suplementació amb vitamina D a la diabetis tipus 1, el lupus i l'esclerosi múltiple.

#### Àcids grassos omega-3
Diversos estudis han demostrat que el consum adequat d'àcids grassos omega-3 contraresta els efectes dels àcids araquidònics, que contribueixen als símptomes de les malalties autoimmunitàries. Els assajos en humans i animals suggereixen que l'omega-3 és una modalitat de tractament eficaç per a molts casos d'artritis reumatoide, de malaltia inflamatòria intestinal, d'asma i de psoriasi. Si bé la depressió major no és necessàriament una malaltia autoimmunitària, alguns dels seus símptomes fisiològics són de naturalesa inflamatòria i autoimmunitària. L'omega-3 pot inhibir la producció d'interferó gamma i d'altres citocines que causen els símptomes fisiològics de la depressió. Això pot ser perquè un desequilibri en els àcids grassos omega-3 i omega-6, que tenen efectes oposats, és fonamental en l'etiologia de la depressió major.

#### Probiòtic / Microbiota
S'ha demostrat que diversos tipus de bacteris i microbiota presents en els productes lactis fermentats, especialment Lactobacillus casei, estimulen la resposta immunitària als tumors en ratolins i regulen la funció immunitària, retardant o prevenint l'aparició de diabetis no obesa en els ratolins. Això és particularment cert per a la soca Shirota de L. casei (LCS). La soca LCS es troba principalment en iogurt i productes similars a Europa i Japó, i poques vegades en altres llocs.

#### Antioxidants
S'ha teoritzat que els radicals lliures contribueixen a l'aparició de diabetis tipus 1 en nadons i nens petits i, per tant, el risc podria reduir-se amb una alta ingesta de substàncies antioxidants durant l'embaràs. No obstant això, un estudi realitzat en un hospital de Finlàndia entre 1997 i 2002 va concloure que no hi havia una correlació significativa estadísticament entre la ingesta d'antioxidants i el risc de diabetis. Tanmateix, en aquest estudi es va monitorar la ingesta d'aliments a través de qüestionaris i la ingesta estimada d'antioxidants sobre aquesta base, en lloc de fer-ho mitjançant mesuraments exactes o l'ús de suplements.